# سانداکان
سانداکان دومین شهر بزرگ ایالت صباح در مالزی خاوری است که بر کرانهٔ شمال شرقی جزیرهٔ بورنئو جای گرفته است.
این شهر در شرق کرانهٔ جزیره قرار دارد و مرکز اداری بخش سانداکان است.در گذشته، سانداکان مرکز شرکت بریتانیایی بورنئو شمالی بود.
بر اساس آمار سال ۲۰۰۶، جمعیت سانداکان برابر با ۴۲۷٬۲۰۰ نفر بوده است.
سانداکان به عنوان درگاهی برای مقصدهای اکوتوریسم ایالت صباح، همچون معبد سپیلوک اورانگ اوتان، پارک جزایر تورتل، رودخانهٔ کیناباتانگان و غارهای گومانتونگ به شمار می‌رود.
این منطقه همچنین به خاطر مکان فرودگاه نظامی نیروهای ژاپنی در جنگ جهانی دوم سوء شهرت دارد که برای ساخت آن، ۶٬۰۰۰ تن از غیرنظامیان جاوهای و اسیران نیروهای متفقین تحت اجبار به کار گرفته شدند. در سال ۱۹۴۵ اسیرانی که جان به‌در برده بودند به راهپیمایی‌های مرگ سانداکان فرستاده شدند؛ تنها ۶ نفر از آنان زنده ماندند.

## نگارخانه

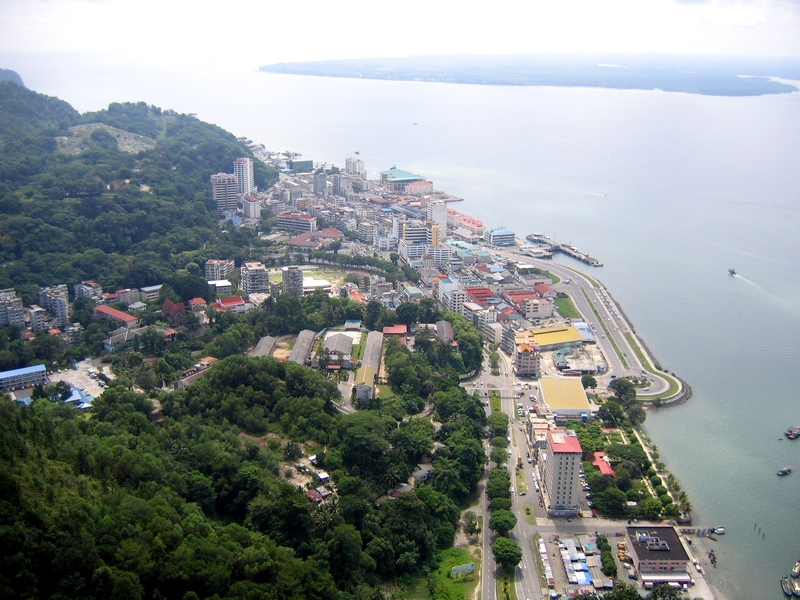
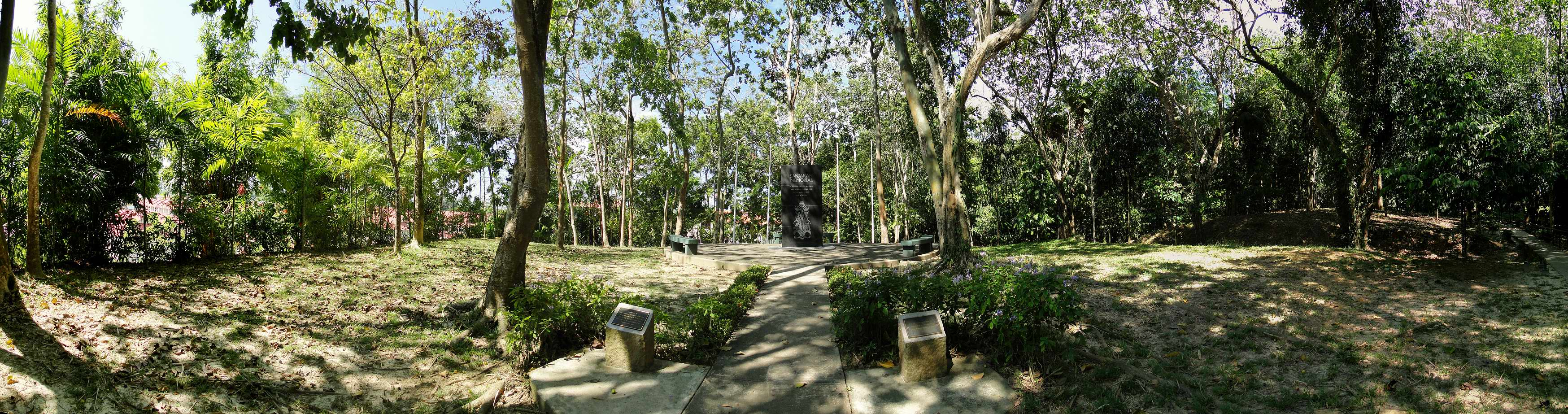
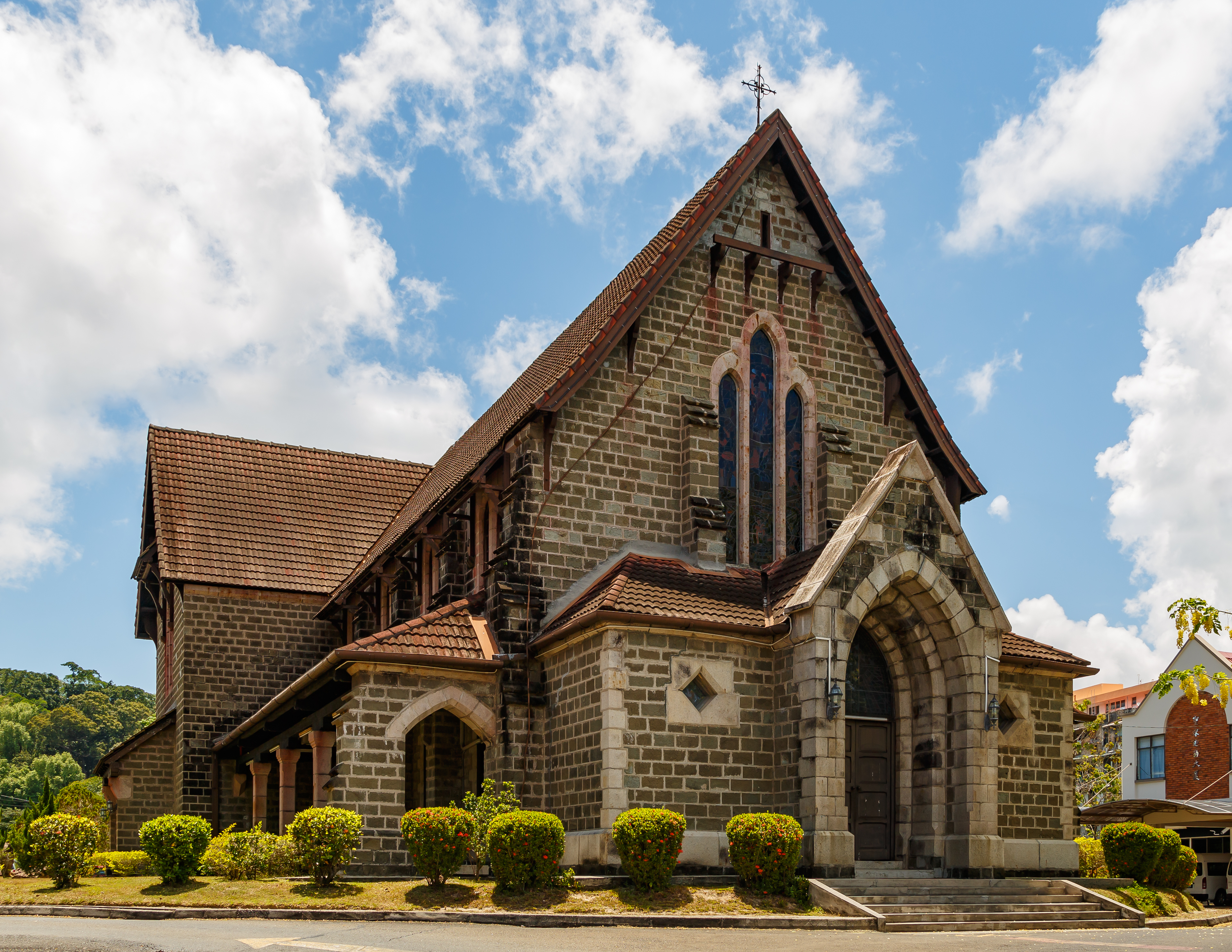
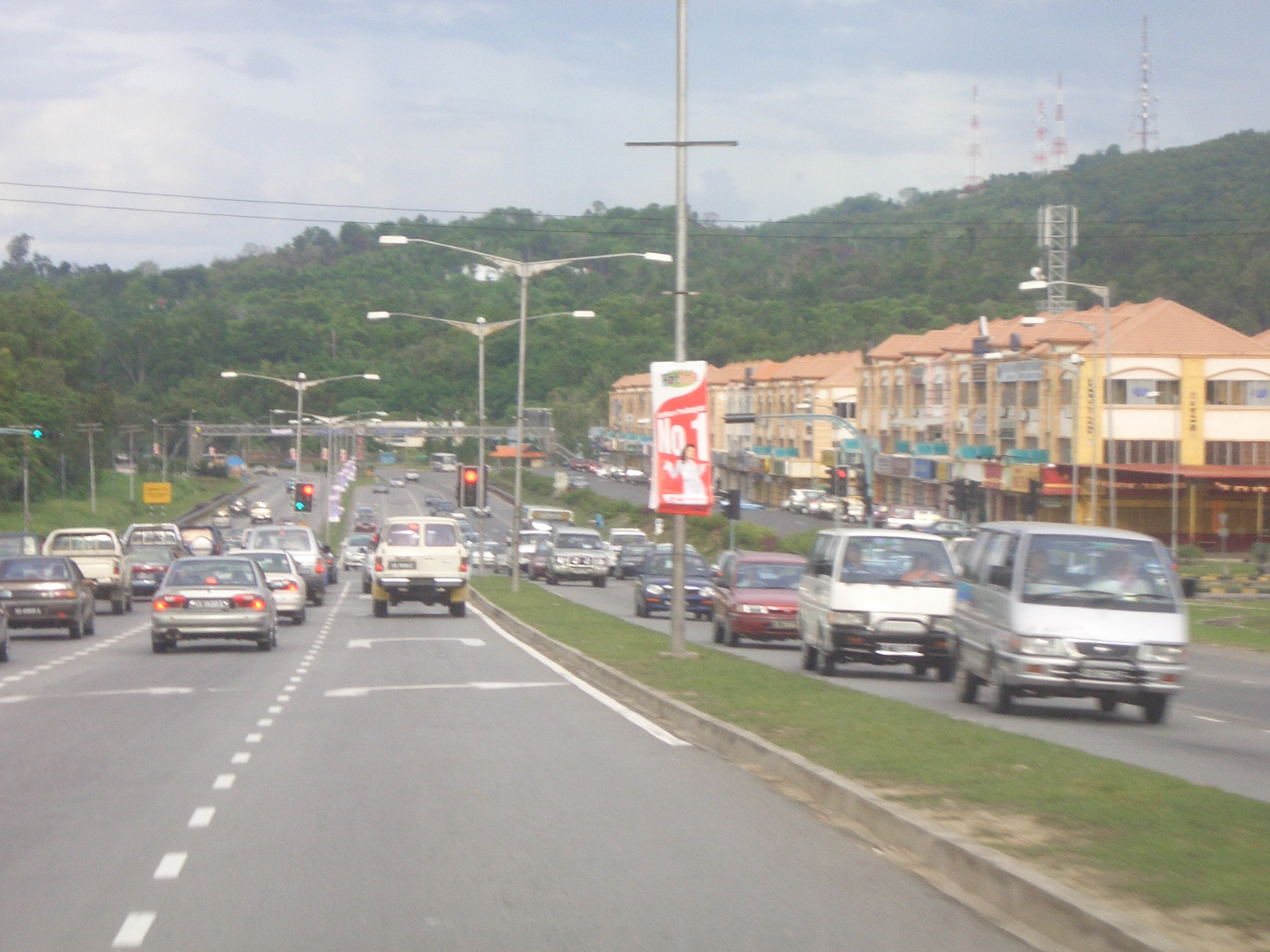
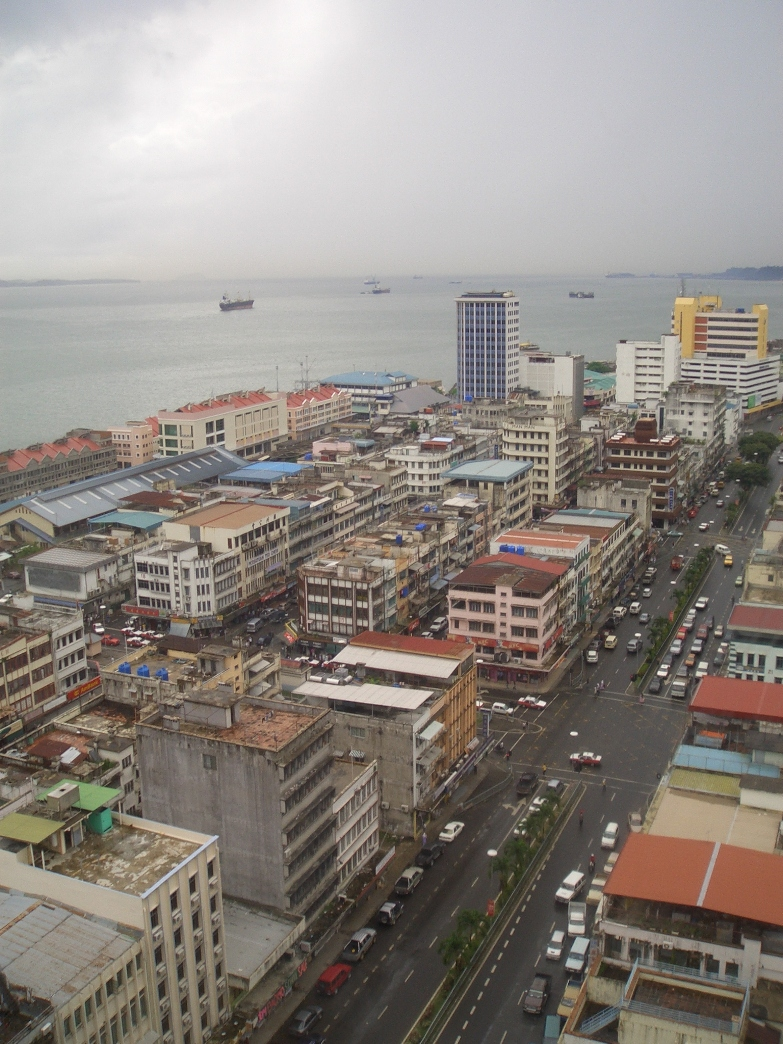
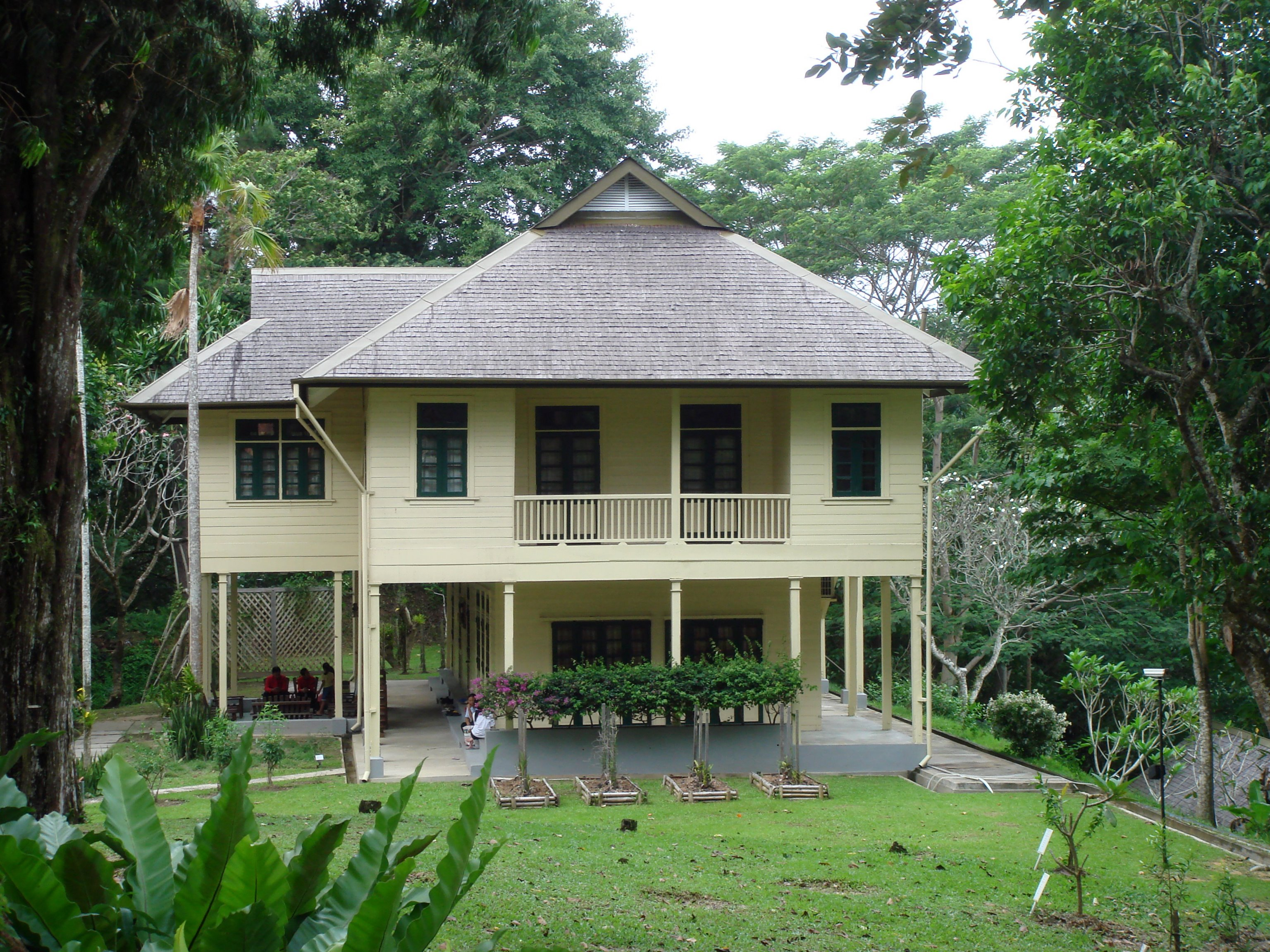